# Нохмул
Нохмул (Noh Mul, в переводе «Большой холм») — пирамида майя. Одна из крупнейших пирамид в Белизе, высотой 8 метров. Возраст Нохмул составляет 2,3 тысячи лет. Являлся историческим памятником Белиза.
В мае 2013 года была снесена строительной компанией D-Mar Construction. Сохранился лишь незначительный фрагмент центральной части сооружения. Пирамида Нохмул располагалась на земле, которая была в частной собственности, но находилась под государственной охраной.